# Fausto Ferraiuolo
Fausto Ferraiuolo (né en 1965 à Naples) est un pianiste de jazz italien.

## Biographie
Il commence à étudier le piano à l'âge de huit ans et se consacre ensuite au jazz, étudiant à la S.M.I.T.S. (Scuola Musicale di Improvvisazione e Tecnica Strumentale) de Naples, avec Franco D'Andrea aux séminaires de jazz de Sienne et au C.P.M. (Centro Professione Musica) de Milan et avec Mike Melillo à l'université du jazz de Terni.
En 1989, le Fausto Ferraiuolo Trio (piano, contrebasse et batterie) commence une intense activité de concerts qui l'amène à se produire dans toute l'Italie. Il collabore avec des artistes tels que : Tony Scott, Paolo Fresu, Maurizio Giammarco, Massimo Urbani, Pietro Condorelli, Attilio Zanchi, Daniele Sepe, Piero Leveratto, Alfred Kramer, Maurizio Bucca, Pietro Iodice.
Il est l'auteur de la bande sonore du court-métrage L'avventura di una bagnante (de I. Calvino) réalisé par Francesca Sica et produit par la RAI 3, du documentaire L'erba proibita (ed. il manifesto) et d'autres encore. Il interprète en direct des bandes sonores de films muets : L'Athlète incomplet de Frank Capra, Vieni, dolce morte (dell'ego) de Paolo Brunatto, etc.
À partir de 1998, il est le compositeur et le musicien sur scène de plusieurs productions théâtrales de la Compagnia Pippo Delbono (Prix UBU/Prix de la Critique 1997) : Guerra, Esodo, Il silenzio, Gente di Plastica, qui le conduise en tournée en Israël, Palestine, Russie, Argentine, France, Pologne, etc. Il participe en tant que compositeur au film documentaire de la même compagnie, Guerra, réalisé en Palestine en 2002/03 et présenté en juin dernier au Centre Georges Pompidou (Paris).
De 1991 à 1995, il enseigne le piano et la musique d'ensemble à l'A.N.D.J. (Associazione Napoletana Diffusione Jazz). En 1998, il est choisi par un jury international (Steve Lacy, Chuck Israel, Gordon Beck et autres) pour participer au 2ème Concours International de piano jazz "Martial Solal" au Conservatoire de Paris. À partir de 2006, il enseigne le piano jazz au conservatoire de Gênes. 

## Discographie
- Blue & Green[1]
- Changing Walking[1]
- Artnam Mantra
- The Secret Of The Moon[2]